# (1050) Meta
(1050) Meta est un astéroïde de la ceinture principale découvert le 14 septembre 1925 par l'astronome allemand Karl Reinmuth à l'observatoire du Königstuhl près de Heidelberg. Sa désignation provisoire était 1924 RC. L'origine de son appellation est inconnue.
Sa distance minimale d'intersection de l'orbite terrestre est de 1,204530 ua.